# Perdita caerulescens
Perdita caerulescens är en biart som beskrevs av Timberlake 1964. Perdita caerulescens ingår i släktet Perdita och familjen grävbin. Inga underarter finns listade i Catalogue of Life.